# Hipona (mujer griega)
Hipona fue una mujer griega nombrada en el siglo I d. C. por el autor latino Valerio Máximo como ejemplo de castidad. También trató de ella Boccaccio en su obra De mulieribus claris (Acerca de las mujeres ilustres) escrita por Giovanni Boccaccio en el siglo XIV.

## En Valerio Máximo

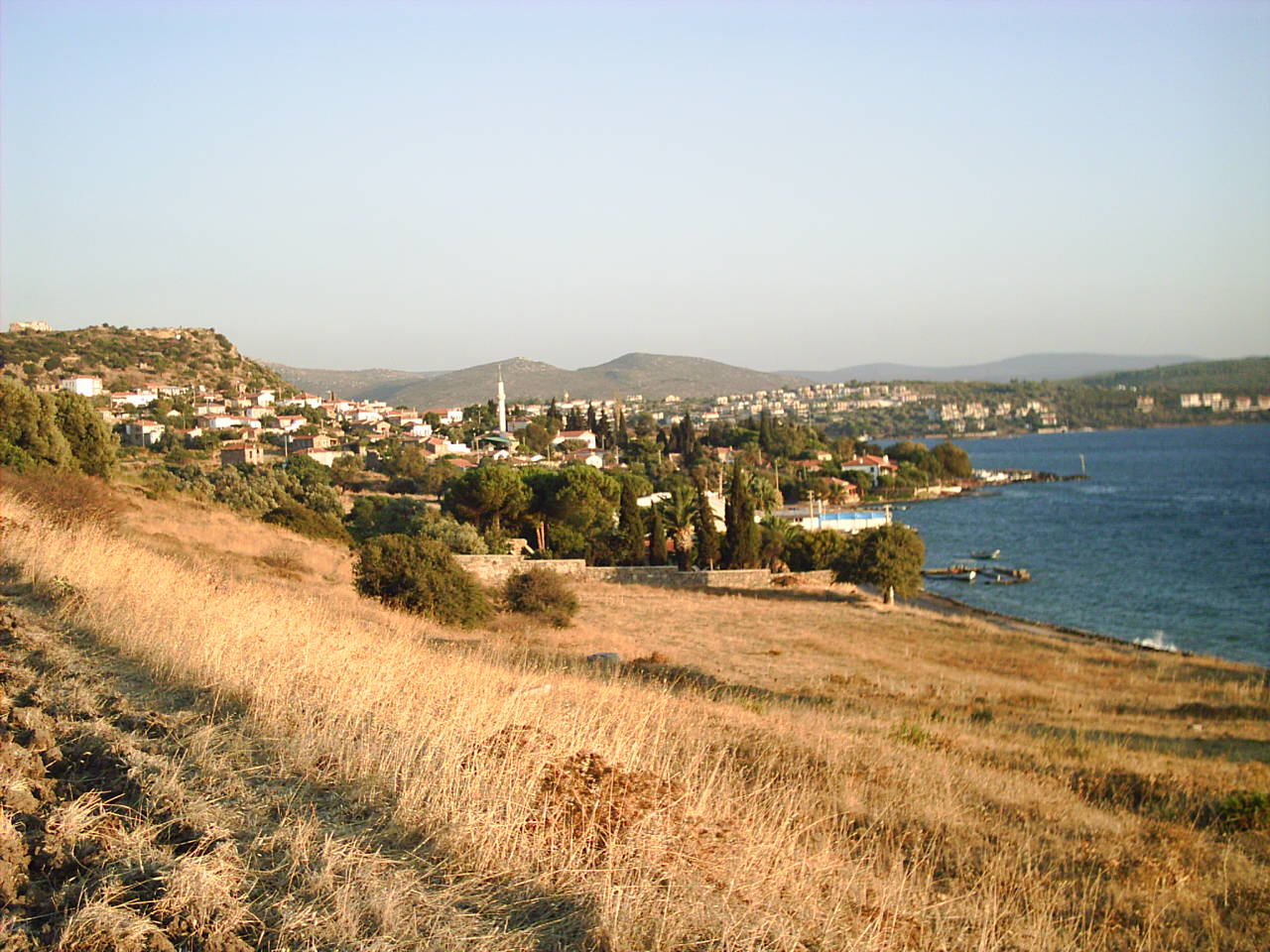
Bahía de Eritras en 2003.

Valerio Máximo incluyó la historia de Hipona en el libro seis de su serie Hechos y dichos memorables, donde la muestra como un ejemplo de virtud, por lanzarse al mar y morir para proteger su castidad, luego de ser secuestrada por una flota enemiga; su cuerpo fue arrastrado por el mar hacia la costa, hasta la ciudad de Eritras. Según Valerio Máximo, allí se construyó una tumba en su honor.

## En Boccaccio
Valerio Máximo sirvió como fuente para el relato más elaborado de Boccaccio sobre Hipona.
Boccaccio observó que no había registros sobre su ascendencia o lugar de nacimiento, más que en los "libros de los antiguos", que declaraba que era griega y que era conocida por este único acto virtuoso. También brinda una explicación más detallada acerca de la decisión de Hipona de sacrificar su vida, afirmando que era bonita y consciente de que sus captores tenían previsto violarla. Dice que después de lanzarse al mar, el cuerpo de Hipona fue arrastrado a la costa de Eritras, donde los habitantes la enterraron pensando que era la víctima de algún naufragio, pero que su nombre y la causa de su muerte fueron más tarde revelados por sus enemigos, por lo que los pobladores le construyeron una tumba mucho más grande y duradera como monumento conmemorativo.
Boccaccio mismo alabó la conducta de Hipona, remarcando que salvó su castidad por el precio de quizás unos cuantos años más de vida pero obtuvo con su muerte prematura el honor eterno.